# Ophiotreta nefasta
Ophiotreta nefasta är en ormstjärneart som beskrevs av Jean Baptiste François René Koehler 1930. Ophiotreta nefasta ingår i släktet Ophiotreta och familjen knotterormstjärnor. Inga underarter finns listade i Catalogue of Life.